# Мрачек, Владимир Ксенофонтович
Владимир Ксенофонтович Мрачек (06.08.1929 — 1993) — директор совхоза «Первоманский» Красноярского края, Герой Социалистического Труда (1976).
Внук варшавского революционера, сосланного в Сибирь. Родился 6 августа 1929 г. в селе Нижний Ингаш Нижнеингашского района Красноярского края. В 1954 году окончил зооинженерный факультет Новосибирского сельскохозяйственного институт. По распределению работал главным зоотехником Ачинского племсвиносовхоза.
С 23 февраля 1956 года — директор совхоза «Первоманский», который на тот момент имел 2 миллиона рублей убытков. За три года вывел хозяйство в передовые. Увеличил поголовье свиней с 2 тысяч до 80 тысяч, дойное стадо — со 120 до 1100 коров, при одновременном росте продуктивности животных. Построил один из крупнейших в СССР свинокомплекс.
Герой Социалистического Труда (23.12.1976). Заслуженный зоотехник РСФСР (1971). Награждён орденами Ленина, «Знак Почёта», Октябрьской революции, медалями «За освоение целинных и залежных земель», «За доблестный труд», золотой, серебряной и бронзовой медалями ВДНХ.
Умер в 1993 году. В 1994 г. в поселке Первоманск улица Кирова переименована в улицу
Мрачека.